# Kate Edgerley

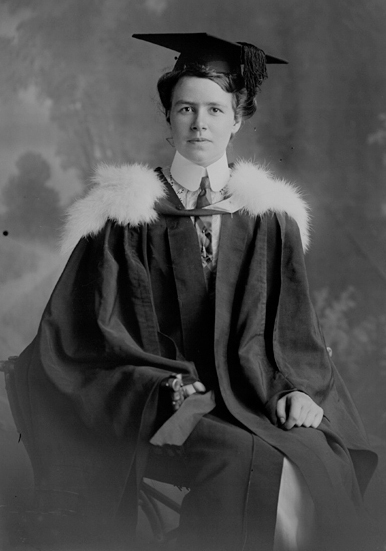
Kate Violet Edgerley
(1911)

Kate Violet Edgerley (* 21. Februar 1887 in Auckland, Neuseeland; † 26. Februar 1939 in Auckland, Neuseeland) war eine neuseeländische Botanikerin und High-School-Lehrerin.

## Frühes Leben
Kate Violet Edgerley wurde am 21. Februar 1887 als Tochter und eines von sechs Kindern der Eheleute Louisa Hannaford und William Edgerley, Baumeister von Beruf, in Auckland geboren. Edgerley besuchte von Februar 1900 bis Dezember 1905 die Auckland Grammar School. Ihre Leistungen in der Schule waren so ausgezeichnet, dass sie 1905 mit dem ersten Platz in den Naturwissenschaften, dem zweiten Platz in Mathematik, dem dritten Platz in Englisch und Latein und dem fünften Platz in Französisch nach Hause ging. Des Weiteren belegte sie den zweiten Platz beim Mathematik- und Naturwissenschaftspreis. 1909 erwarb sie den Senior Scholarship in Botanik am Auckland University College und schloss ihr Studium im Bereich der Botanik mit einem Master mit First Class Honours ab.

## Veröffentlichung als Botanikerin
Ihre erste und einzige wissenschaftliche Veröffentlichung hatte Edgerley mit ihrer Arbeit, die sich aus ihrem Masterstudium ergab. Ihre Arbeit The Prothallia of Three New Zealand Lycopods wurde 1914 in der 47. Ausgabe der Transactions and Proceedings of the Royal Society of New Zealand veröffentlicht.

## Tätigkeit als Lehrerin
Im Jahr 1912 trat Edgerley in den Schuldienste ein und unterrichtete in der Auckland Girls’ Grammar School, wo sie im Bereich Botanik besonders erfolgreich war. 1919 ersetzte sie den von ihr ins Leben gerufenen Wanderclub durch den Botanikclub, dessen erste Präsidentin sie war. Das Hauptziel des Clubs war das Sammeln von botanischen Exemplaren. 1935 wurde Edgerley zur ersten weiblichen Präsidentin der New Zealand Secondary Schools Assistants’ Association gewählt und von 1936 bis 1938 war sie Second Mistress (stellvertretende Schulleiterin) an ihrer Schule und nahm kurzzeitig auch die Funktion einer Acting Head Mistress (amtierende Schulleiterin) wahr.
Kate Violet Edgerley verstarb plötzlich am 26. Februar 1939 im Alter von 52 Jahren im Auckland Hospital. Sie wurde im Stadtteil Remuera auf dem St. Mark’s Cemetery beigesetzt. Ihr zu Ehren wird heute noch an der Auckland Girls’ Grammar School der Kate-Edgerley-Preis jährlich dem besten Schüler oder der besten Schülerin der Jahrgangsstufe 12 im Fach Naturwissenschaften verliehen.